# Maximum Impact
Pour plus de détails, voir Fiche technique et Distribution.
Maximum Impact est un film américain, sorti en 2017.

## Fiche technique
- Titre original : Maximum Impact
- Titre français :
- Réalisation : Andrzej Bartkowiak
- Scénario : Ross LaManna
- Production : Alexander Izotov et Alexander Nevsky
- Musique : Sean Murray
- Photographie : Vern Nobles
- Montage : Thomas Calderon
- Société de production : Hollywood Storm et Czar Pictures
- Société de distribution : Unified Pictures
- Budget :
- Box-office :
- Pays d'origine :  États-Unis,  Russie
- Langue : anglais
- Format :
- Genre : Drame
- Durée : 1h 49 min.
- Dates de sortie :
- Russie : 30 novembre 2017
- États-Unis : 28 septembre 2018

## Distribution
- Danny Trejo : Sanchez
- Alexandre Nevsky : Maxime Kadourine
- Tom Arnold : Barnes
- Kelly Hu : Kate
- Mark Dacascos :  Tony Lin
- William Baldwin :
- Alphonso McAuley :
- Matthias Hues :
- Bai Ling : Scanlon